# Повесть о Ходже Насреддине
«По́весть о Ходже́ Насредди́не» — дилогия Л. В. Соловьёва, главный персонаж — Ходжа Насреддин. Дилогия состоит из двух книг:
1. «Возмутитель спокойствия» (1940)
2. «Очарованный принц» (1954; опубликована в 1956 году)

## История
Первая книга, опубликованная в «Роман-газете» накануне Великой Отечественной войны, сразу получила необыкновенную популярность за незаурядное литературное мастерство, умное, доброе и жизнерадостное остроумие. Книга многократно переиздавалась и экранизировалась, причём одно переиздание произошло даже после ареста автора по политической статье (1946). Переведена и опубликована на английском, немецком, французском, голландском, датском, иврите и других языках.
Вторая книга, написанная в совершенно ином, философском стиле, была написана в местах заключения — в Дубравлаге, где автор провёл 1947—1954 годы. Популярность первой книги помогла ему получить разрешение заниматься в лагере литературным творчеством.
Место, занимаемое Соловьёвым в русской литературе, он обеспечил себе, написав книгу о полулегендарном народном мудреце, жившем в XIII столетии; основу этой книги и составляют около 300 забавных происшествий из жизни Ходжи Насреддина, дошедших до нашего времени. Образ Насреддина в книге Соловьёва сохранил традиционную смесь плутовства и благородства, направленного на защиту угнетённых, мудрости и любви к приключениям; причём во второй части книги сильно ослаблена фантастически-развлекательная сторона. В свободно обработанных автором эпизодах из жизни Насреддина сохранён стиль, присущий восточной литературе с её образностью и эффектной выразительностью.
«Повесть о Ходже Насреддине» входит в список «100 книг для школьников», рекомендованный Министерством образования и науки Российской Федерации для чтения учащимися средних школ.

## Экранизации
Первая экранизация («Насреддин в Бухаре», по книге «Возмутитель спокойствия») состоялась в военном 1943 году, хотя в те годы фильмы снимались в основном на боевую или патриотическую тематику. После Великой Отечественной войны был снят ещё один фильм, «Похождения Насреддина» (1946). В последующие годы появились две экранизации романа «Очарованный принц»: «Насреддин в Ходженте, или Очарованный принц» (1959), «Гляди веселей» (1982). Отдельные эпизоды этого произведения, описывающие проделки маленького Ходжи Насреддина, были воплощены в фильме-сказке «Вкус халвы» (1975), который посвящён памяти Леонида Соловьёва.